# 孟宪章 (中国人民解放军开国大校)
孟宪章（1912年—1997年），山东掖县张家村人，中国人民解放军开国大校。 

## 生平
兄弟六人，为长兄。1935年从哈尔滨北满特别区师道学校毕业后，到北平东北大学求学，参加了“一二·九”运动。1936年9月在北平参加革命，后去西安入东北军学兵队。1936年12月加入中国共产党。参加了“西安事变”。
1955年授上校军衔，1960年晋升大校军衔。获二级独立自由勋章、二级解放勋章。1988年获二级红星功勋荣誉章。

## 家人
- 父亲孟昌发，1933年病逝。与邻村的吴化文的父亲吴成功是干兄弟，与吴化文二姨太林世英的父亲林正榜也是老朋友。孟宪礼以此关系参与了策反吴化文的工作。
- 母亲王喜凤
- 二弟孟宪仁（1921～2005），1930年代在胶东求学时参加革命，1937年7月入党，在家乡任乡党支部书记、胶东区党委西海地委城市科干事。1942年被派遣到哈尔滨恢复地下党组织。后任中共哈尔滨道里区委书记、东北总工会劳动保险部部长、辽宁省建设委员会党组副书记、副主任、顾问等职。
- 三弟孟宪义：1938年入党
- 四弟孟宪礼：1926年7月生。1935年到大连西岗云井町永丰铁工厂当童工4年。1939年秋回到家乡。1942年春在南掖县委一区区委(书记王仁卿)当情报交通员。1946年入党，青岛工委军事组工作。建国后在青岛市公安局工作，1957年转业。1986年司局级待遇离休。[1]1991年荣获一级金盾荣誉章。
- 五弟孟宪智：在孟宪礼的情报组做地下工作
- 六弟孟宪信：1940年代加入共产党，1947年被派遣打入驻青岛第十一绥靖区青训大队当勤杂兵，做地下情报工作。
- 儿子 孟苏北